# Bill Kaulitz
Bill  Kaulitz,  (n. 1 septembrie 1989, Leipzig, RDG) este solistul formației rock Tokio Hotel din Germania.
Până acum, împreună cu formația, a realizat 7 albume:
- Devilish (acest album a fost scos atunci când se numeau Devilish)
- Schrei (Țipă!)
- Schrei: So laut du kannst! (Țipă! Cât de tare poti!)
- Zimmer 483 (Camera 483)
- Scream (Țipă)
- Humanoid
- Kings of Suburbia
- Dream Machine
- 2001

## Biografie

### Viața de început (1989-1999)

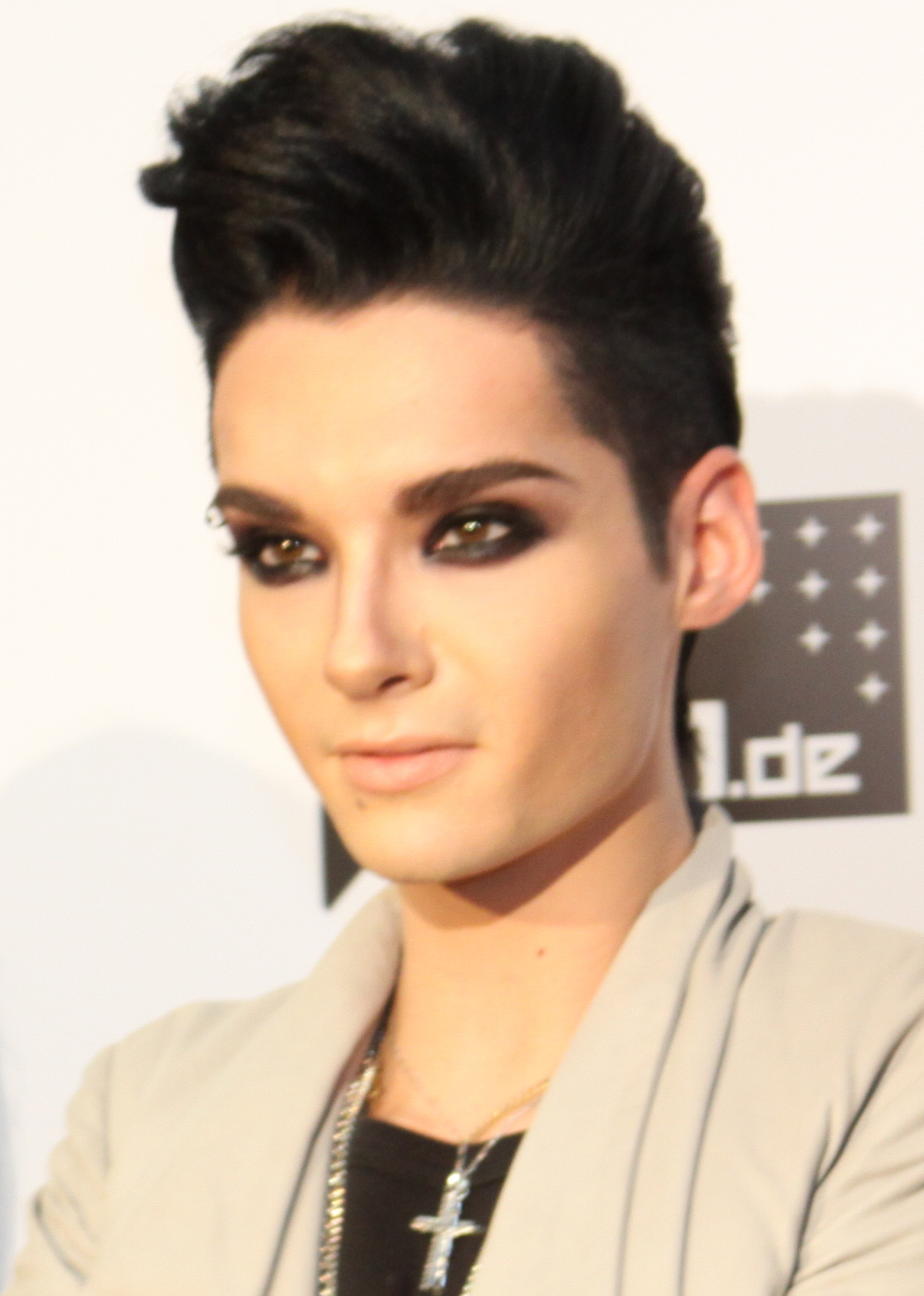
Bill Kaulitz

Bill Kaulitz s-a născut pe 1 septembrie în Leipzig, Germania. El are un frate geamăn, Tom, care este mai mare cu zece minute. Părinții lui, Simone și Jörg Kaulitz, au divorțat când Kaulitz și fratele lui aveau șapte ani. În cele din urmă mama lui a început să se întâlnească din nou, cu Gordon Trümper, chitaristul formației germane de rock Fatun. După o relație avută timp de doisprezece ani, Simone s-a măritat cu el pe 1 august 2009.
Kaulitz și-a arătat încă de la început interesul pentru cântat, asemeni lui Tom pentru cântatul la chitară. Trümper a remarcat înclinațiile muzicale ale gemenilor, și i-a ajutat să-și înceapă propria formație. Conform lui Kaulitz din multe interviuri, el și Tom au început să scrie muzică la vârsta de șapte ani.

### Începuturile carierei muzicale (1999-2003)
La vârsta de zece ani frații au cântat live în Magdeburg, aproape de casa lor Loitsche, sub numele de "Black Question Mark". Ei au dat mici spectacole și au fost apreciați de audiență, devenind foarte cunoscuți. Formația avea nevoie de un toboșar și un basist și gemenii au încercat să apeleze la clape pentru a avea suficiente instrumente. În anul în care frații au împlinit doisprezece ani, i-au cunoscut pe Georg Listing (atunci 14) și Gustav Schäfer (atunci 13), în audiența unuia dintre spectacolele lor. Listing și Schäfer erau prieteni, și după spectacol, deoarece le plăcuse ce auziseră și ce văzuseră, le-au făcut o ofertă să li se alăture. Formația a fost imediat redenumită "Devilish" care se datorează unui articol publicat la vremea aceea care se referea la muzica lor "grozav de îndrăcită". Cei patru au continuat să cânte, dar înafara aspectului de puțin timp un program de știri germane undeva între târziul 2002 și devreme în 2003, Devilish nu au plecat nicăieri până ce Kaulitz a dat audiție pentru spectacolul TV de talente "Star Search".

### Primele realizări
Asta a continuat până în 2005 când Jost a aranjat o întâlnire între formație și Universal Music Group's Interscope Records și Tokio Hotel a cântat. Ei au început să lucreze imediat, realizând LP-ul de debut Schrei ("Țipă") mai târziu în acel an. Primul single de pe Schrei a fost "Durch den Monsun" ("Prin furtună"), care a ajuns #1 în Germania la o lună după apariție.

### Primul turneu și creșterea succesului
Bill Kaulitz cântând în Moscova, Rusia, pe 27 septembrie 2007
Tokio Hotel și-au început turneul de debut prin Germania, pentru a susține lansarea lui Schrei și a single-lor sale. Ei au vizitat Germania și au realizat o înregistrare live pe suport DVD. Pe scenă, Kaulitz a fost memorabil și bine cunoscut pentru stilul energic și armonia cu fanii (el și-a lăsat deseori audiența să cânte versurile alături de el).
În 2006, Kaulitz a dat voce personajului Arthur în prima parte a versiunii germane a filmului Arthur and the Invisibles.
Tokio Hotel au fost un nume obișnuit în Germania spre sfârșit, și asta a obligat formația să se întoarcă la studio. După succesul lui Schrei, Tokio Hotel au început lucrul la al doilea album, Zimmer 483 ("Camera 483"), realizat în februarie 2007. Albumul a conținut trei single-uri inițiale: "Übers Ende der Welt" ("Deasupra sfârșitului lumii",- realizat ca "Ready, Set Go!"), "Spring nicht" ("Nu sări"), și "An deiner Seite (Ich bin da)"/"De partea ta (Sunt aici)"- realizat ca "By Your Side". Al patrulea single, "Heilig" ("Sfânt" realizat ca "Sacred") a apărut în 2008.
Pentru a susține realizarea lui Zimmer 483, Tokio Hotel au început un turneu continental al Europei, lansând un alt DVD live și o largă publicitate avantajoasă.

### Dezvoltarea internațională (2007-2008)
Când grupul de fanii Tokio Hotel a crescut în partea de vest a lumii, Kaulitz și formația au decis să re-înregistreze cântecele de pe Schrei și Zimmer 483 pentru un LP în engleză așa fanii din întreaga lume să poată înțelege cântecele formației. Rezultatul acestor re-înregistrări a cântecelo Tokio Hotel a dus la apariția primului album în engleză, numit Scream. Albumul a fost lansat în Europa la mijlocul lui 2007 (deși cu numele Room 483, traducerea literară a lui Zimmer 483, pentru a exprima continuitatea cu acel album), totuși nu a ajuns în vest până la mijlocul lui 2008.
Scream a lansat patru single-uri, incluzând "Scream", "Monsoon" (traducerea versiunii "Durch den Monsun", dar totuși nu a fost traducerea 100% literară), "Don't Jump" (versiunea tradusă a lui Spring nicht) și "Ready, Set, Go!" (versiunea tradusă a lui "Übers Ende der Welt", din nou nu o traducere literară a titlului). Scream a avut puțin succes internațional, și pentru a susține lansarea, Tokio Hotel au părăsit Europa pentru prima oară în cariera lor, și au zburat către SUA.
În februarie 2008 Tokio Hotel au ajuns în sfârșit în America de Nord pentru a susține cinci spectacole, începând în Canada și în New York. Tokio Hotel au fost prima formație germană după Nena care s-a bucurat de succes internațional și și-au păstrat statusurile. Turneul în SUA a fost un succes, dar s-au întors înapoi în Europa pentru 1000 Hotels Tour, dezastrosul incident.

### 1000 Hotels Tour și complicațiile medicale
1000 Hotels Tour a început în Bruxells, Belgia, pe 3 martie 2008, și a fost programat să continue prin Olanda, Luxemburg, Franța, Spania, Portugalia, Italia, și Scandinavia, sfârșindu-se pe 9 aprilie. Totuși unsprezece zile după ce au început turneul, pe 14 martie, Kaulitz a început să experimenteze niște probleme cu vocea în mijlocul unui spectacol în Marseille, Franța. El a lăsat publicul să cânte mai mult și formația a tăiat totalul de douăzeci și unu de cântece la șaisprezece. Două zile după incidentul din Franța, Tokio Hotel au anulat un spectacol în Lisabona, Portugalia imediat urmând să reînceapă. Formația, cu excepția lui Kaulitz, a venit pe scenă și și-a cerut scuze pentru anularea concertului. Ei au explicat că Kaulitz este bolnav și a fost dus înapoi în Germania pentru a vedea un specialist: el a cântat patruzeci și trei de spectacole fără oprire și i s-a dezvoltat o infecție naturală a corzilor vocale. Infecția a cauzat un chist care s-a dezvoltat în corzile vocale ale solistului care au trebuit operate folosind operația de laringită pe 30 martie. Kaulitz nu a fost capabil să vorbească zece zile după aceea și a avut de făcut terapie de vorbit pentru o lună. În mai 2008 Kaulitz s-a recuperat destul și Tokio Hotel au reorganizat destinațiile pentru 1000 Hotels Tour, adăugând multe concerte în aer liber. Turneul s-a terminat pe 13 iulie 2008 în Werchter, Belgia și, totuși operația a dispărut în timp, a fost considerat un succes.

### Agravarea incidentului
Multe probleme au apărut pentru Kaulitz când târziu în 2008/devreme în 2009 multe femei vânătoare au urmărit formația deseori, urmărindu-l și pe fratele său geamăn Tom Kaulitz la casa părinților săi din Germania și i-au atacat mama. Povestea a luat sfârșit după ce fratele său geamăn Tom, ostil, a lovit-o pe una dintre vânătoare la o benzinărie în aprilie 2009 și a fugit cu mașina. Totuși, un articol recent în Bild spunea că subiectul a fost refăcut și Tom Kaulitz poate fi închis pentru încercarea de agresiune. Târziu în decembrie 2009, acuzațiile împotriva lui Tom au fost anulate și el s-a apărat- acuzațiile fetei care pretinde că a fost lovită de el- motivele rămânând.

### Alte activități
În 2009, el a acceptat din nou rolul de voce germană a lui Arthur pentru Arthur und die Minimoys (Arthur And The Invisibles) continuarea. În 2010, Kaulitz și Tokio Hotel au colaborat cu Kerli pentru a înregistra "Strange", pentru filmul Alice In Wonderland și au acompaniat aproape toate cântecele Almost Alice. Kaulitz, și fratele său, Tom, au pozat pentru photoshoot-ul lui PETA, protestând pentru folosirea animalelor pentru distracție. De asemenea a prezentat pentru DSquarel în 2010 târziu, făcându-și debutul ca model.

### Humanoid
La sfârșitul lui 2008 și 2009, Tokio Hotel s-au întors la studioul de înregistrări pentru a înregistra al doilea album în engleză și al treilea album german. Rezultatul a fost Humanoid, care a avut mai multe orientări tehnologice realizând un nou sound. Humanoid a fost lansat pe 6 octombrie 2009, și doar puțin mai târziu după o lună Tokio Hotel au primit Best Group la EMA la Berlin pe 5 noiembrie. Humanoid a scos două single-uri, "Automatic/Automatisch", lansat în septembrie 2009, și "World Behind My Wall/Lass uns laufen" (însemnând "Lasă-ne să fugim"), a fost lansat în ianuarie 2010.

## Viața personală
Bill Kaulitz și fratele său geamăn, Tom, locuiau în Hamburg , dar recent s-au mutat în Los Angeles pentru a rezolva un incident legat de vânători și hoție. S-au mutat acolo și pentru că este mai ușor pentru ei să lucreze la noul album, deoarece sunt mai aproape de manager-ul David Jost. Ei locuiesc în Los Angeles ,dar au și o a doua casă în Hamburg. În 2016 Billy și-a lansat propriul EP (Extended play), intitulat "I'm Not Ok", acesta conținând 5 melodii.

## Imaginea publică
Site-ul german www.dw-world.com spunea că look-ul său, tineresc și frizurile excentrice l-au ajutat să obțină statutul de idol al multor adolescente. Kaulitz și-a creat multe dintre costumele de scenă, și în ciuda puținului talent la desen, modele au fost realizate de croitorul său. Se pare că solistul colecționează bretele, și de asemenea este "total înnebunit după jachete". Kaulitz a spus că are sute de jachete în garderoba sa – totuși a spus că niciuna dintre jachete nu este din piele reală și este împotriva folosirii pielii/blănii de animale pentru haine. El și-a descoperit stilul și moda influențat de David Bowie — mai mult din filmul din 1986  Labyrinth—Nena, vampiri, magazinele de secondhand din Paris, bijuterii și Casa Dior. El s-a inspirat de asemenea de la Steven Tyler, Karl Lagerfeld și Hedi Slimane.
În august 2008, Kaulitz a fost ales cel mai atractiv cântăreț de pe scenă de scriitorii de la revista spaniolă ¡Hola!. El a fost de asemenea imortalizat în ceară la muzeul Madame Tussauds din Berlin pe 30 septembrie 2008. Kaulitz avea 19 ani când statueta a fost făcută, transformându-l în cea mai tânără persoană care a fost duplicată de muzeul Madame Tussauds din Berlin. În decembrie 2008, Bill Kaulitz a fost numit "Man of the Year #6" de MTV News.
În septembrie 2009, Kaulitz a fost ales de legenda modei Karl Lagerfeld să ia parte la o ședință foto pentru aniversarea de 30 de ani a lui Vogue din Germania. Karl Lagerfeld l-a descris ca fiind "The Other Idea of a German/O altă idee a bărbatului german" și a scris că solistul de 20 de ani cu stilul său neobișnuit este un adevărat un superstar, și un model. Totuși în octombrie 2009, Kaulitz a fost numărul 11 în lista Celor Mai Bine Îmbrăcați a revistei germane GQ. Ei au menționat stilul său excentric ca unul dintre motivele pentru care a fost ales, la fel de bine și pentru că îi place să se schimbe și să încerce lucruri noi. Designer-ul Michael Michalsky și-a susținut decizia spunând: "Bill Kaulitz is unique and uncompromising, Pop-Art brought to life. He likes to change – that is fashion/Bill Kaulitz este unic și hotărât, Pop-Art l-a adus la viață. Îi place să se schimbe – aceasta este moda". Pentru Dsquared2 Fall/iarna 2010 spectacolul de modă, Kaulitz a deschis și închis spectacolul cu cântecul "Screamin'".